# Portigliola
Portigliola est une commune italienne de la ville métropolitaine de Reggio de Calabre, dans la région Calabre.

## Administration
| Période                                  | Période   | Identité                                        | Étiquette | Qualité |
| ---------------------------------------- | --------- | ----------------------------------------------- | --------- | ------- |
| 16 juin 2022                             | au bureau | Francesco Greco Luigi Guerrieri Giovanni Todini |           |         |
| Les données manquantes sont à compléter. |           |                                                 |           |         |

### Communes limitrophes
Antonimina, Locri, Sant'Ilario dello Ionio.